# کیرکه (کمیک)
کیرکه (به انگلیسی: Circe) یک شخصیت خیالی در کتاب‌های کامیک آمریکایی منتشر شده توسط دی‌سی کامیکس و رسانه‌های مرتبط با آن است. این شخصیت با الهام از مخلوقی به همین نام در اساطیر یونانی ساخته شده‌است، کسی که اودیسئوس را در کتاب ادیسه، اثر شاعر و داستانسرای یونانی هومر زندانی کرد. کیرکه افسونگری شریر و افسانه‌ای است که اغلب به عنوان یکی از بزرگترین دشمنان شخصیت ابرقهرمان زن شگفت‌انگیز محسوب می‌شود. این شخصیت توسط نویسنده رابرت کنایر و طراح هری جورج پیتر خلق شده‌است، که برای اولین بار در شمارهٔ ۳۷ از نخستین جلد زن شگفت‌انگیز حضور پیدا کرد.